# Ueno (Tokio)
Ueno (上野) is een district in Taitō, Tokio. Ueno is vooral bekend vanwege het Uenopark en als locatie van enkele musea zoals het Nationaal museum van Tokio en het Nationaal museum voor westerse kunst. Ueno telt verder een groot aantal boeddhistische tempels, zoals de Bentendo, gewijd aan de godin Benzaiten. Deze is gelegen op een eiland in de Shinobazuvijver.

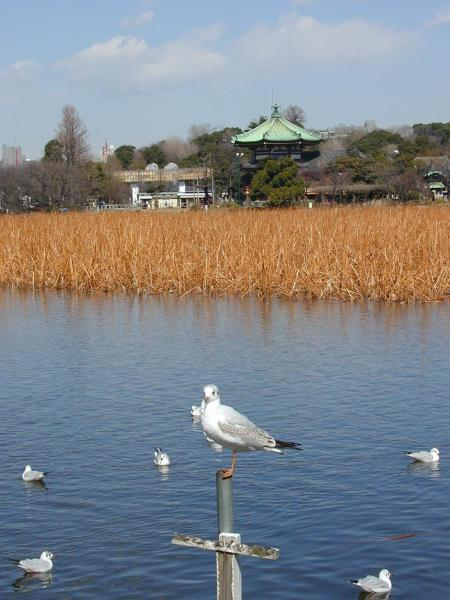
Shinobazuvijver en Bentendo Hall

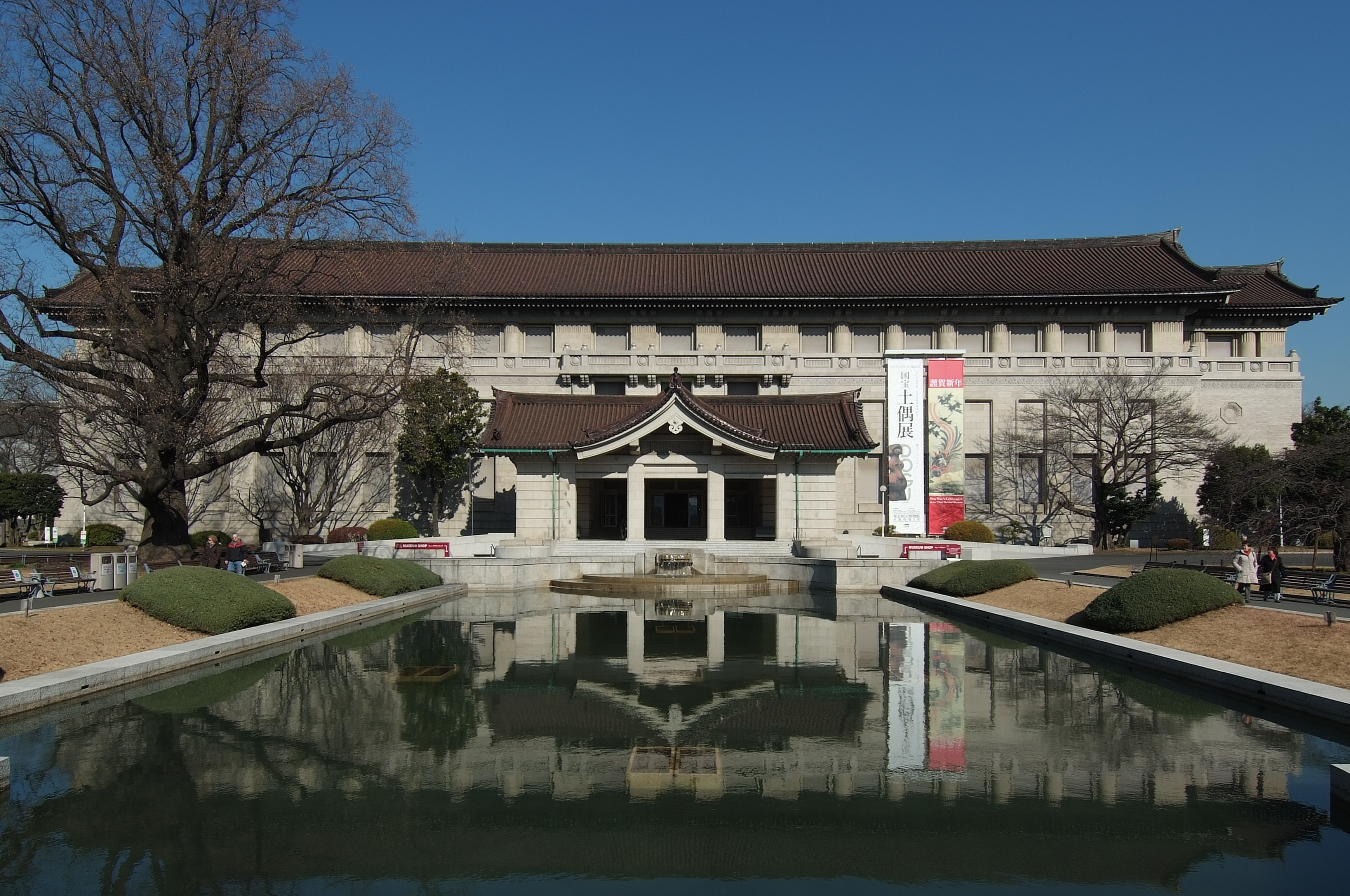
Nationaal Museum van Tokio

De Kan'ei-ji, een belangrijke tempel van het Tokugawa-shogunaat, bevond zich in het Uenopark. De centrale pagode is nu onderdeel van de dierentuin van Ueno. 
Ueno maakt deel uit van het historische district Shitamachi (lage stad) van Japan. Hier zaten vroeger voornamelijk arbeiders. 
In het park en het station in Ueno verblijven een groot aantal van de daklozen die Tokio telt. 